# Tour of California 2008
Tour of California 2008 var den tredje udgave af et otte-dags, 1045 km langt etapeløb. Begivenheden blev arrangeret mellem 17. februar til 24. februar 2008.

## Etaper

### Prolog, 17. februar, Palo Alto – Stanford University, 3.4 km
| Resultat \| \| Rytter \| Hold \| Tid \| \| - \| ----------------- \| ------------------- \| ---- \| \| 1 \| Fabian Cancellara \| Team CSC \| 3.51 \| \| 2 \| Bradley Wiggins \| Team High Road \| + 4 \| \| 3 \| Tyler Farrar \| Slipstream-Chipotle \| + 5 \| |                   |                     |      |
| | Rytter            | Hold                | Tid  |
| 1 | Fabian Cancellara | Team CSC            | 3.51 |
| 2 | Bradley Wiggins   | Team High Road      | + 4  |
| 3 | Tyler Farrar      | Slipstream-Chipotle | + 5  |

### 1. etape, 18. februar, Sausalito – Santa Rosa, 156 km
|   | Rytter            | Hold              | Tid     |
| - | ----------------- | ----------------- | ------- |
| 1 | Juan José Haedo   | Team CSC          | 4:03.29 |
| 2 | Gerald Ciolek     | Team High Road    | s.t.    |
| 3 | Heinrich Haussler | Team Gerolsteiner | s.t.    |

|   | Rytter            | Hold                | Tid     |
| - | ----------------- | ------------------- | ------- |
| 1 | Fabian Cancellara | Team CSC            | 4:07.20 |
| 2 | Tyler Farrar      | Slipstream-Chipotle | + 2     |
| 3 | Bradley Wiggins   | Team High Road      | + 4     |

### 2. etape, 19. februar, Santa Rosa – Sacramento, 186 km
|   | Rytter            | Hold              | Tid     |
| - | ----------------- | ----------------- | ------- |
| 1 | Tom Boonen        | Quick Step        | 5:09.35 |
| 2 | Heinrich Haussler | Team Gerolsteiner | s.t.    |
| 3 | Mario Cipollini   | Rock Racing       | s.t.    |

|   | Rytter            | Hold                | Tid     |
| - | ----------------- | ------------------- | ------- |
| 1 | Tyler Farrar      | Slipstream-Chipotle | 9:16.54 |
| 2 | Fabian Cancellara | Team CSC            | + 1     |
| 3 | Tom Boonen        | Quick Step          | + 4     |

### 3. etape, 20. februar, Modesto – San José, 165 km
|   | Rytter              | Hold        | Tid      |
| - | ------------------- | ----------- | -------- |
| 1 | Robert Gesink       | Rabobank    | 04:28.29 |
| 2 | Levi Leipheimer     | Astana Team | s.t.     |
| 3 | Jurgen Van de Walle | Quick Step  | + 19     |

|   | Rytter            | Hold        | Tid      |
| - | ----------------- | ----------- | -------- |
| 1 | Levi Leipheimer   | Astana Team | 13:45.30 |
| 2 | Fabian Cancellara | Team CSC    | + 13     |
| 3 | Robert Gesink     | Rabobank    | + 15     |

### 4. etape, 21. februar, Seaside – San Luis Obispo, 218 km
|   | Rytter           | Hold                           | Tid      |
| - | ---------------- | ------------------------------ | -------- |
| 1 | Dominique Rollin | Toyota-United Pro Cycling Team | 06:56.08 |
| 2 | George Hincapie  | Team High Road                 | + 18     |
| 3 | Iker Camaño      | Saunier Duval-Scott            | + 18     |

|   | Rytter            | Hold        | Tid      |
| - | ----------------- | ----------- | -------- |
| 1 | Levi Leipheimer   | Astana Team | 20:44.06 |
| 2 | Fabian Cancellara | Team CSC    | + 13     |
| 3 | Robert Gesink     | Rabobank    | + 15     |

### 5. etape, 22. februar, Solvang, 24 km
|   | Rytter                | Hold                | Tid   |
| - | --------------------- | ------------------- | ----- |
| 1 | Levi Leipheimer       | Astana Team         | 30.46 |
| 2 | David Millar          | Slipstream-Chipotle | + 29  |
| 3 | Christian Vande Velde | Slipstream-Chipotle | + 45  |

|   | Rytter                | Hold                | Tid      |
| - | --------------------- | ------------------- | -------- |
| 1 | Levi Leipheimer       | Astana Team         | 21:14.52 |
| 2 | David Millar          | Slipstream-Chipotle | + 49     |
| 3 | Christian Vande Velde | Slipstream-Chipotle | + 1.08   |

### 6. etape, 23. februar, Santa Barbara – Santa Clarita, 169.6 km
|   | Rytter             | Hold                | Tid      |
| - | ------------------ | ------------------- | -------- |
| 1 | Luciano Pagliarini | Saunier Duval-Scott | 04:18.31 |
| 2 | Juan José Haedo    | Team CSC            | s.t.     |
| 3 | Paolo Bettini      | Quick Step          | s.t.     |

|   | Rytter                | Hold                | Tid      |
| - | --------------------- | ------------------- | -------- |
| 1 | Levi Leipheimer       | Astana Team         | 25:33.23 |
| 2 | David Millar          | Slipstream-Chipotle | + 49     |
| 3 | Christian Vande Velde | Slipstream-Chipotle | + 1.08   |

### 7. etape, 24. februar, Santa Clarita – Pasadena, 150 km
|   | Rytter          | Hold                        | Tid     |
| - | --------------- | --------------------------- | ------- |
| 1 | George Hincapie | Team High Road              | 3:50.57 |
| 2 | Rory Sutherland | Health Net Pro Cycling Team | s.t.    |
| 3 | Jason McCartney | Team CSC                    | s.t.    |

|   | Rytter                | Hold                | Tid      |
| - | --------------------- | ------------------- | -------- |
| 1 | Levi Leipheimer       | Astana Team         | 29:24.32 |
| 2 | David Millar          | Slipstream-Chipotle | + 49     |
| 3 | Christian Vande Velde | Slipstream-Chipotle | + 1.08   |

## Resultater

### Sammenlagt
|    | Rytter                | Hold                | Tid      |
| -- | --------------------- | ------------------- | -------- |
| 1  | Levi Leipheimer       | Astana Team         | 29:24.32 |
| 2  | David Millar          | Slipstream-Chipotle | + 49     |
| 3  | Christian Vande Velde | Slipstream-Chipotle | + 1.08   |
| 4  | Fabian Cancellara     | Team CSC            | + 1.18   |
| 5  | Gustav Larsson        | Team CSC            | + 1.19   |
| 6  | David Zabriskie       | Slipstream-Chipotle | + 1.36   |
| 7  | Christopher Horner    | Astana Team         | + 2.07   |
| 8  | Jurgen Van de Walle   | Quick Step          | + 2.11   |
| 9  | Robert Gesink         | Rabobank            | + 2.18   |
| 10 | Alexandre Moos        | BMC Racing Team     | + 2.27   |

### Ungdomskonkurrencen
|   | Rytter             | Hold                | Tid      |
| - | ------------------ | ------------------- | -------- |
| 1 | Robert Gesink      | Rabobank            | 29:26.50 |
| 2 | Tom Peterson       | Slipstream-Chipotle | + 40     |
| 3 | Kevin Seeldraeyers | Quick Step          | + 1.22   |

### Bjergkonkurrencen
|   | Rytter              | Hold            | Point |
| - | ------------------- | --------------- | ----- |
| 1 | Scott Nydam         | BMC Racing Team | 26    |
| 2 | Jurgen Van de Walle | Quick Step      | 19    |
| 3 | Robert Gesink       | Rabobank        | 17    |

### Sprintkonkurrencen
|   | Rytter           | Hold                           | Point |
| - | ---------------- | ------------------------------ | ----- |
| 1 | Dominique Rollin | Toyota-United Pro Cycling Team | 44    |
| 2 | Juan José Haedo  | Team CSC                       | 42    |
| 3 | Gerald Ciolek    | Team High Road                 | 32    |

### Holdkonkurrencen
|   | Hold                | Land       | Tid      |
| - | ------------------- | ---------- | -------- |
| 1 | Slipstream-Chipotle | USA        | 88:17.05 |
| 2 | Astana Team         | Luxembourg | + 16     |
| 3 | Team CSC            | Danmark    | + 8.44   |

## Trøjernes fordeling gennem løbet
| Etape (Vinder)                 | Sammenlagt        | Ungdomskonkurrencen  | Bjergkonkurrencen | Sprintkonkurrencen | Holdkonkurrencen    | Aggressive rytter |
| ------------------------------ | ----------------- | -------------------- | ----------------- | ------------------ | ------------------- | ----------------- |
| 0Prolog (Fabian Cancellara)    | Fabian Cancellara | Edvald Boasson Hagen |                   | Fabian Cancellara  | Team High Road      |                   |
| 01. etape (Juan José Haedo)    | Fabian Cancellara | Gerald Ciolek        | Jackson Stewart   | Jackson Stewart    | Team High Road      | Jackson Stewart   |
| 02. etape (Tom Boonen)         | Tyler Farrar      | Gerald Ciolek        | Jackson Stewart   | Heinrich Haussler  | Team High Road      | Scott Nydam       |
| 03. etape (Robert Gesink)      | Levi Leipheimer   | Robert Gesink        | Scott Nydam       | Heinrich Haussler  | Astana Team         | George Hincapie   |
| 04. etape (Dominique Rollin)   | Levi Leipheimer   | Robert Gesink        | Scott Nydam       | Dominique Rollin   | Astana Team         | Dominique Rollin  |
| 05. etape (Levi Leipheimer)    | Levi Leipheimer   | Robert Gesink        | Scott Nydam       | Dominique Rollin   | Slipstream-Chipotle |                   |
| 06. etape (Luciano Pagliarini) | Levi Leipheimer   | Robert Gesink        | Scott Nydam       | Dominique Rollin   | Slipstream-Chipotle | Rory Sutherland   |
| 07. etape (George Hincapie)    | Levi Leipheimer   | Robert Gesink        | Scott Nydam       | Dominique Rollin   | Slipstream-Chipotle | BMC Racing Team   |
| 0Vinder                        | Levi Leipheimer   | Robert Gesink        | Scott Nydam       | Dominique Rollin   | Slipstream-Chipotle |                   |

- Wikimedia Commons har flere filer relateret til Tour of California 2008